# Escalier d'honneur des Dames de Saint-Pierre

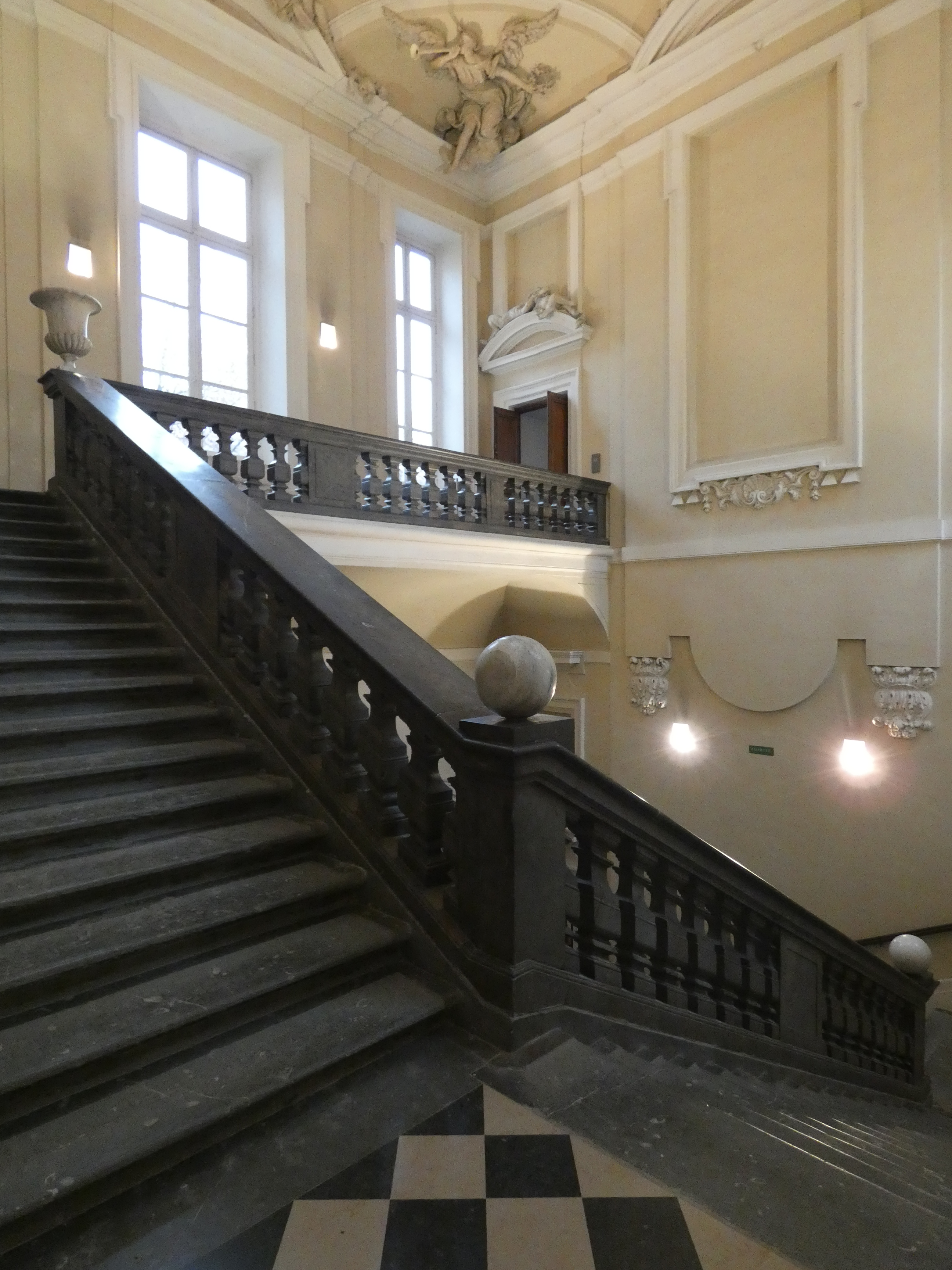
Dernière volée de l'escalier.

L’escalier d’honneur des Dames de Saint-Pierre, aussi dénommé escalier Thomas Blanchet ou grand escalier du palais Saint-Pierre, est un escalier du XVIIe siècle situé dans la partie sud-ouest de l’actuel musée des Beaux-Arts de Lyon, en France.
Conçu au XVIIe siècle pour l'abbaye des Dames de Saint-Pierre, par Thomas Blanchet qui a fourni les projets exécutés par les sculpteurs Nicolas Bidault et Simon Guillaume. Cet escalier d'apparat est important, car il contient des décors représentatifs du baroque à Lyon.

## Histoire

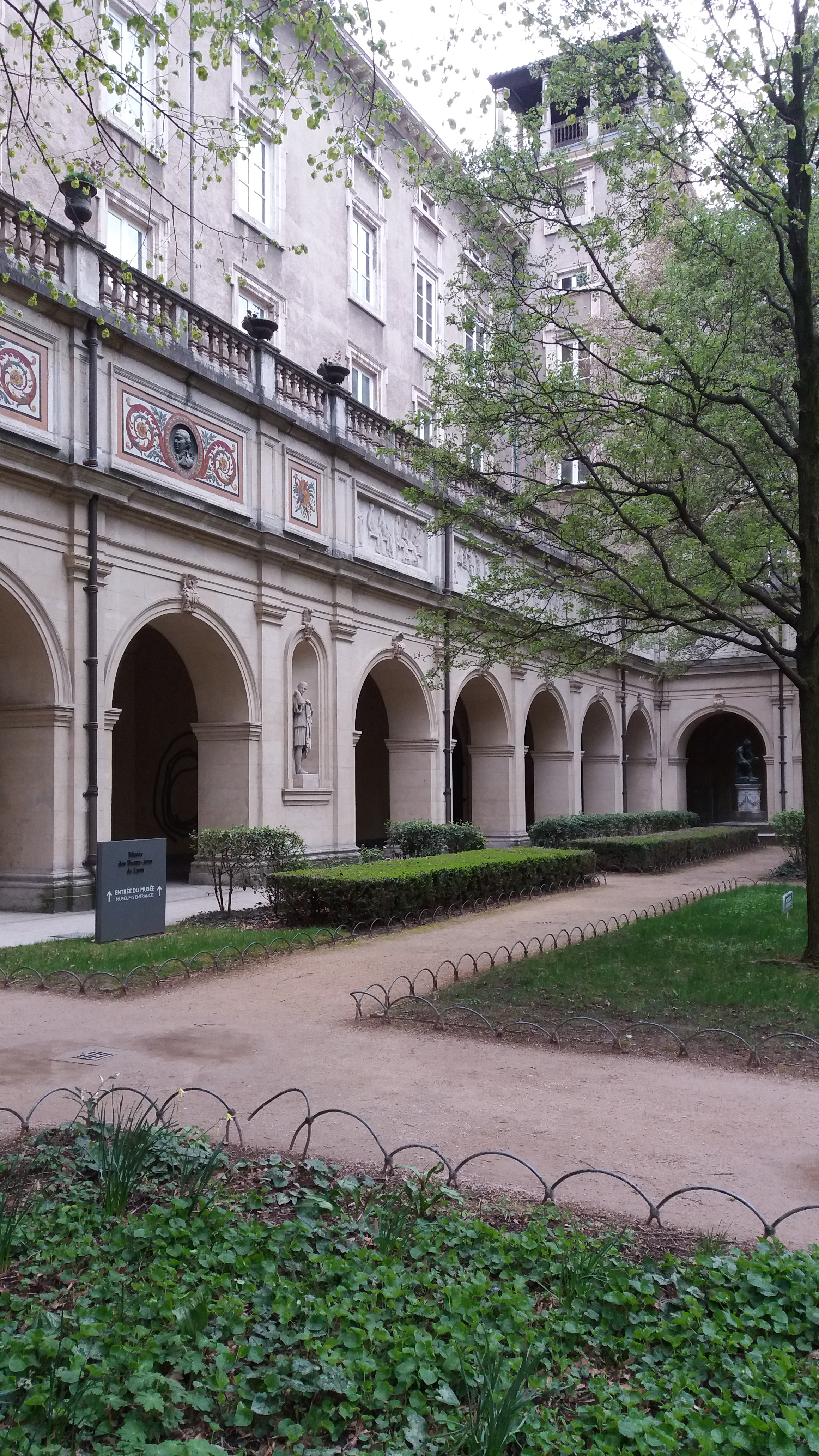
Aile du palais dans laquelle se trouve l'escalier Thomas Blanchet.

Le grand escalier est décoré d’après les dessins de Thomas Blanchet. Le projet est élaboré avec l’abbesse commanditaire, Antoinette d’Albert d’Ailly de Chaulnes qui lui confie aussi l’aménagement de l’église, puis la décoration du réfectoire. Thomas Blanchet est l'architecte et le maître d’œuvre de ces chantiers de 1675 à 1684. C'est lui qui coordonne les équipes des bâtisseurs, des tailleurs de pierre, des sculpteurs et des stucateurs qui réalisent ses dessins.
Le programme, composé d’allégories féminines, est dédié à la gloire de l’abbesse et de son ordre, les Bénédictines. Comme l'explique Lucie Galactéros : "Ici, la liberté du vieux Blanchet s'exprimera dans la vigueur de ses dessins et dans le caractère grandiose du parti décoratif, d'ailleurs en affinité avec la volonté fastueuse d'une jeune femme éprise de gloire".
Il ne reste que la moitié des figures en stuc composant le décor de l’escalier. On en connait les dessins conservés au musée de Stockholm. Nicomède Tessin, l'architecte de Charles XII de Suède qui a séjourné à Lyon en 1687, admirait l'escalier; il a acheté les modèles, il s'en est inspiré pour ses réalisations en Suède .
Au XVIIIe siècle, on le désigne sous le nom de « grand degré ».
Depuis l'époque de la  Révolution, l'abbaye Saint-Pierre est devenue un bien national  géré par la commune. Une partie du décor sculpté a été détruit. Différentes réfections ont causé des dégradations en modifiant l'arrivée de la lumière. En 1816, l'architecte Claude Cochet (1760-1835) conçoit un projet (non réalisé) qui prévoit l'occultation des fenêtres et la construction d'un lanternon. Ces modifications sont réalisées au cours du XIXe siècle. Lors de la rénovation des années 1990-1998, on a ouvert de nouveau les fenêtres, tout en conservant le lanternon[réf. nécessaire].

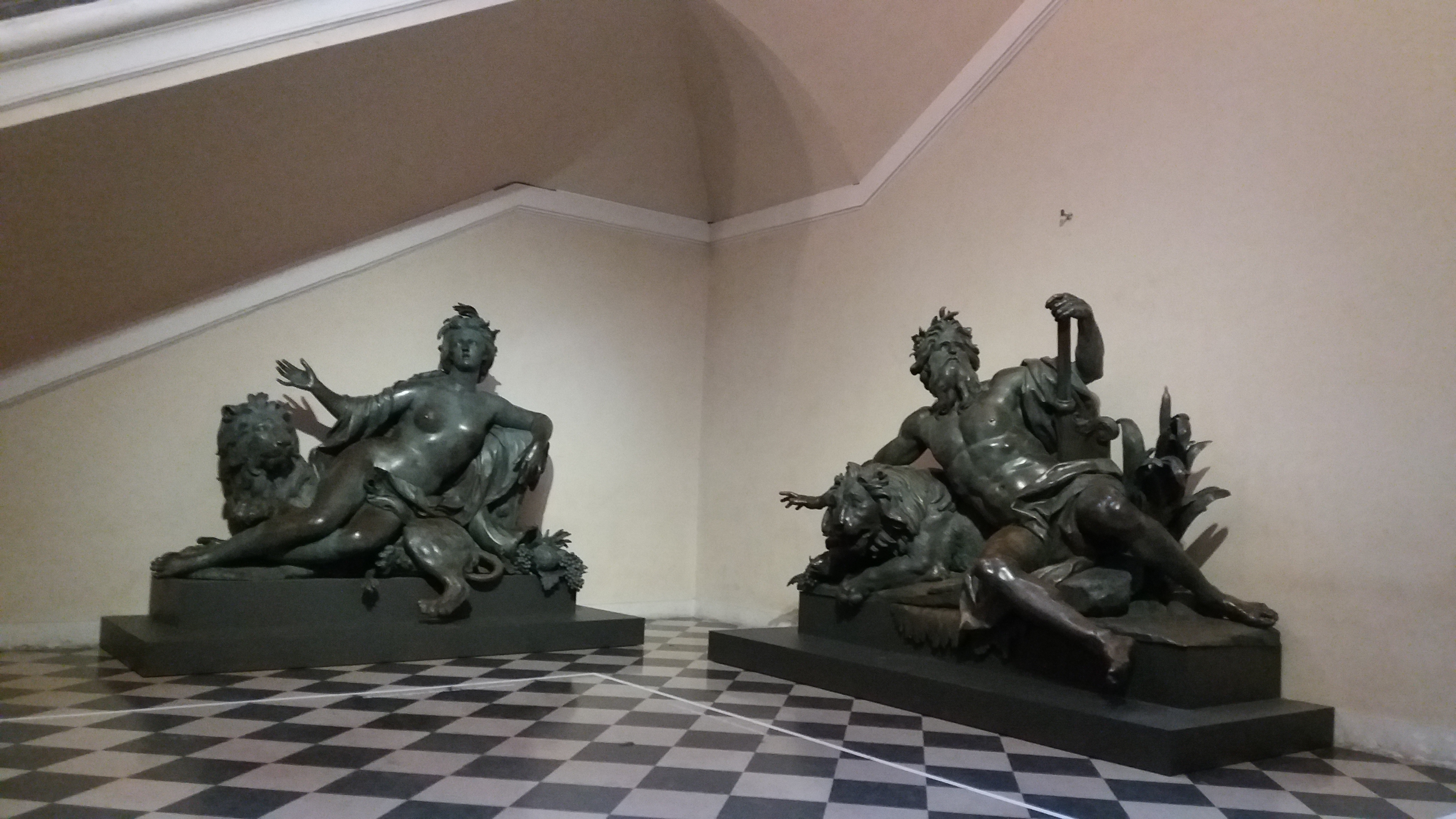
Statues des frères Coustou au pied de l'escalier.

En mars 2022, le premier niveau de l'escalier accueille les allégories de la Saône et du Rhône des frères Coustou, restaurées après déménagement depuis la place Bellecour.

## Description

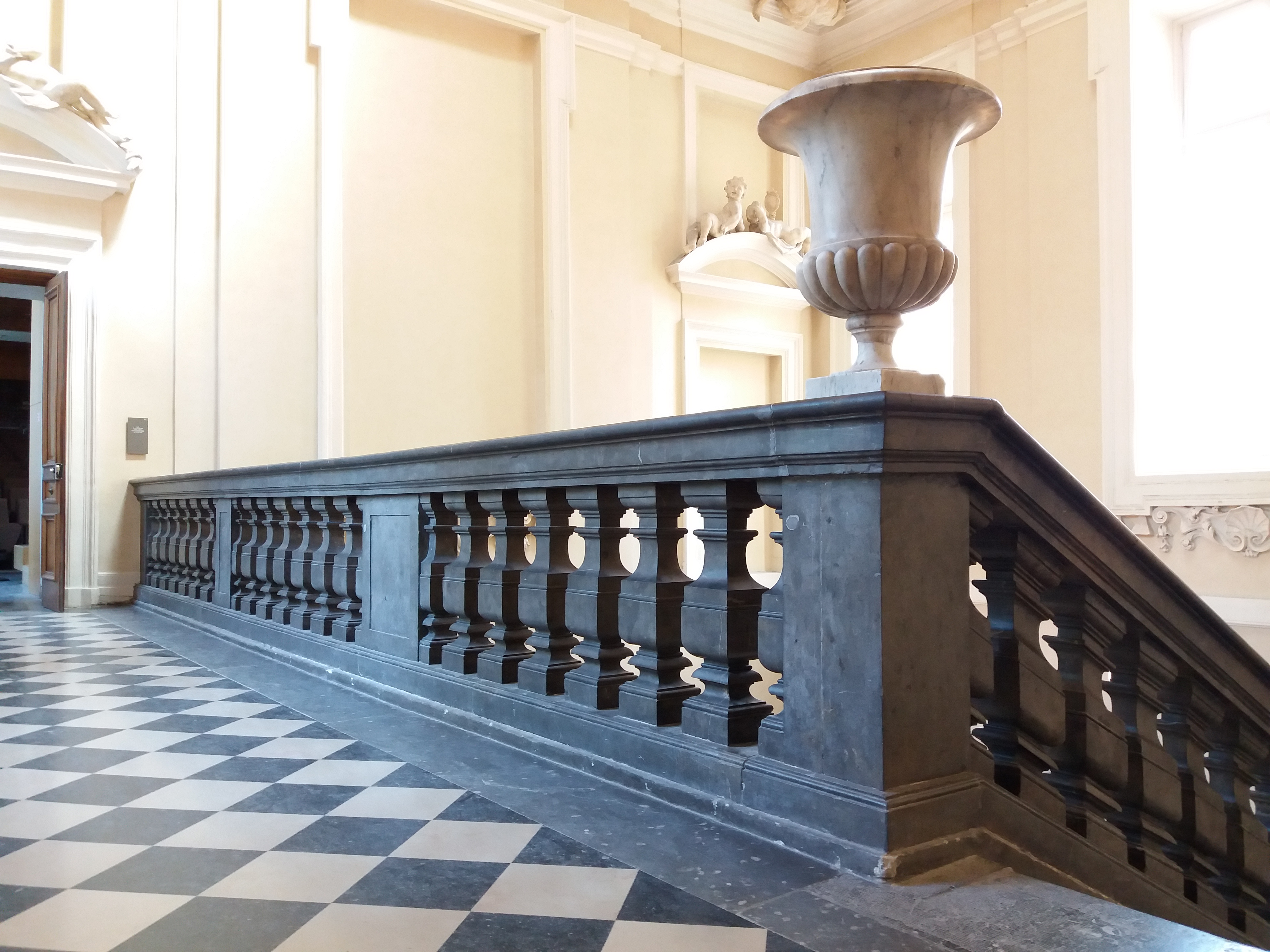
Balustre au premier étage.

L’escalier monumental qui mène au premier étage s’élève en trois parties, chaque volée de marches s’accrochant au mur. Les paliers sont dallés de pierre noire et blanche, comme le sol de l’église, selon les principes de l’esthétique bénédictine.
Le premier palier s'ouvre sur un passage menant à l'ancienne église, où se trouve exposé le département des sculptures du musée depuis 1998.
La rampe ainsi que les balustres sont en marbre noir de Saint-Cyr. Actuellement des boules remplacent les statues. Les murs, en pierre blanche de Seyssel sont maintenant recouverts d’un enduit.

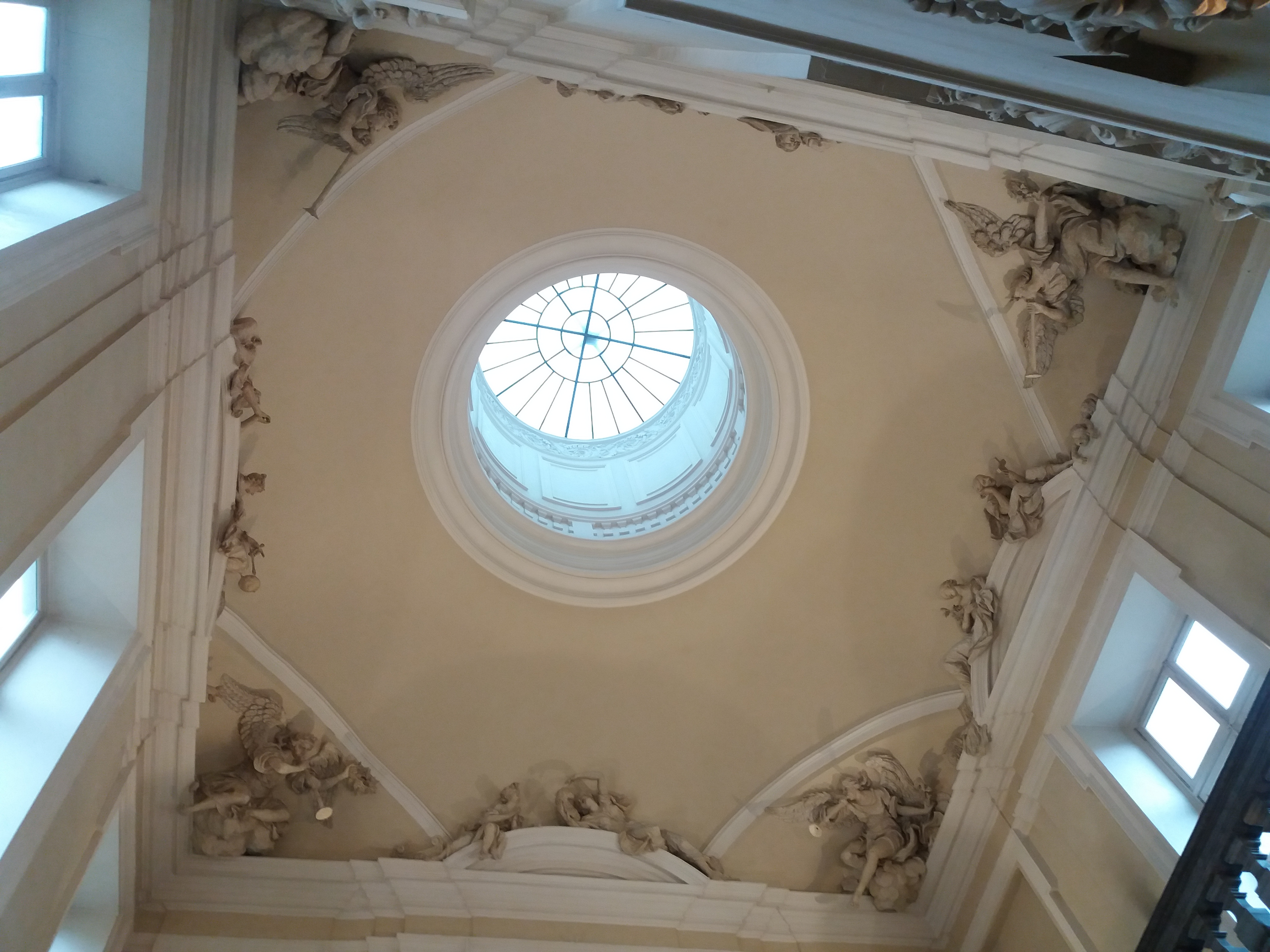
Béatitudes et Renommées autour du lanternon.

La corniche du plafond et les dessus-de-porte montrent un décor monumental, sculpté en stuc blanc. Au centre du plafond, un lanternon laisse entrer la lumière du jour. Au sud, trois grandes baies apportent la lumière, d'autres ouvertures dont seuls subsistent les encadrements ont été fermées. Ainsi, au XVIIe siècle, la lumière pénétrait différemment, mettant en valeur le décor réalisé pour être éclairé selon les moments de la journée.

## Iconographie
Les allégories sont caractéristiques de la Contre-Réforme, elles illustrent le mouvement baroque.
Blanchet en a trouvé la source dans l’Iconologie de Cesare Ripa.

### Béatitudes
Sur les grands frontons, des figures féminines, groupées par deux, représentent les Béatitudes (Évangile selon Matthieu 5,1-16). Elles sont réparties ainsi :
- Mur sud : Affliction en larmes et Soif de justice tenant la balance.
- Mur est : Pureté du cœur répandant des larmes sur un cœur et Miséricorde, partageant du pain avec des enfants.
- Mur nord : Esprit de paix tenant un rameau d’olivier et Patience dans les persécutions tenant une croix.
- Mur ouest : Pauvreté d’esprit levant les yeux au ciel et Douceur caressant un agneau.

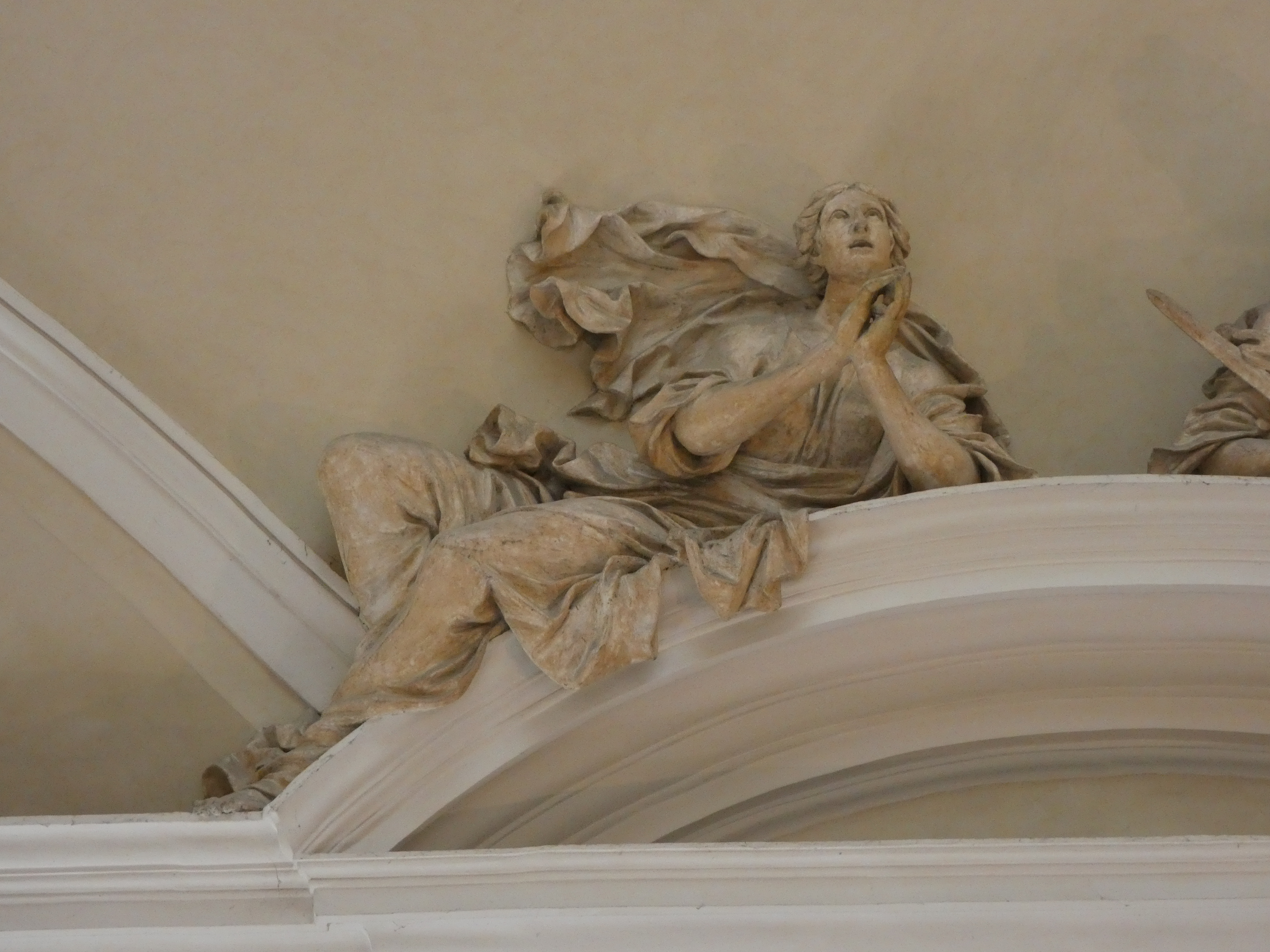
Affliction
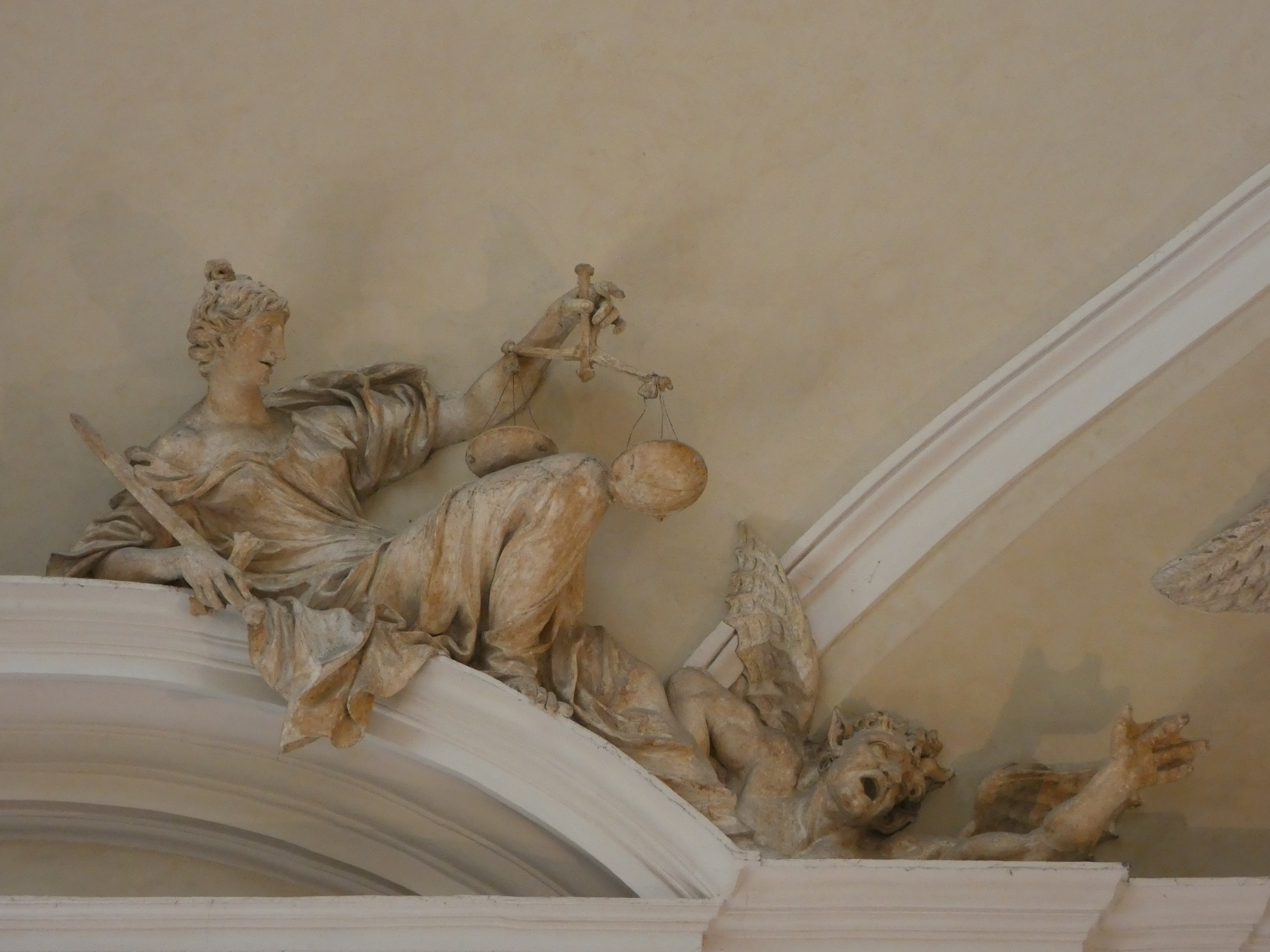
Soif de justice
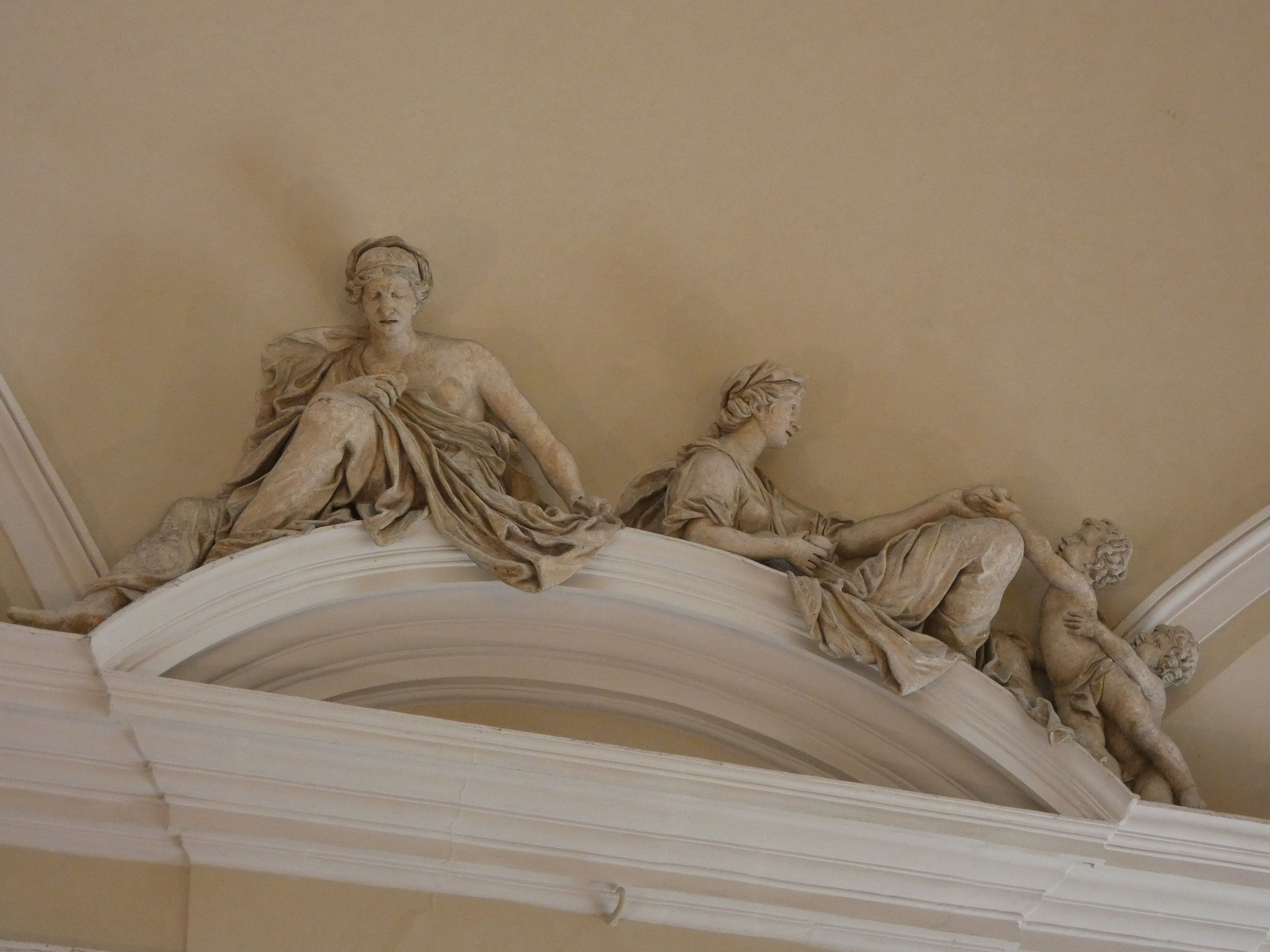
Pureté du cœur et Miséricorde
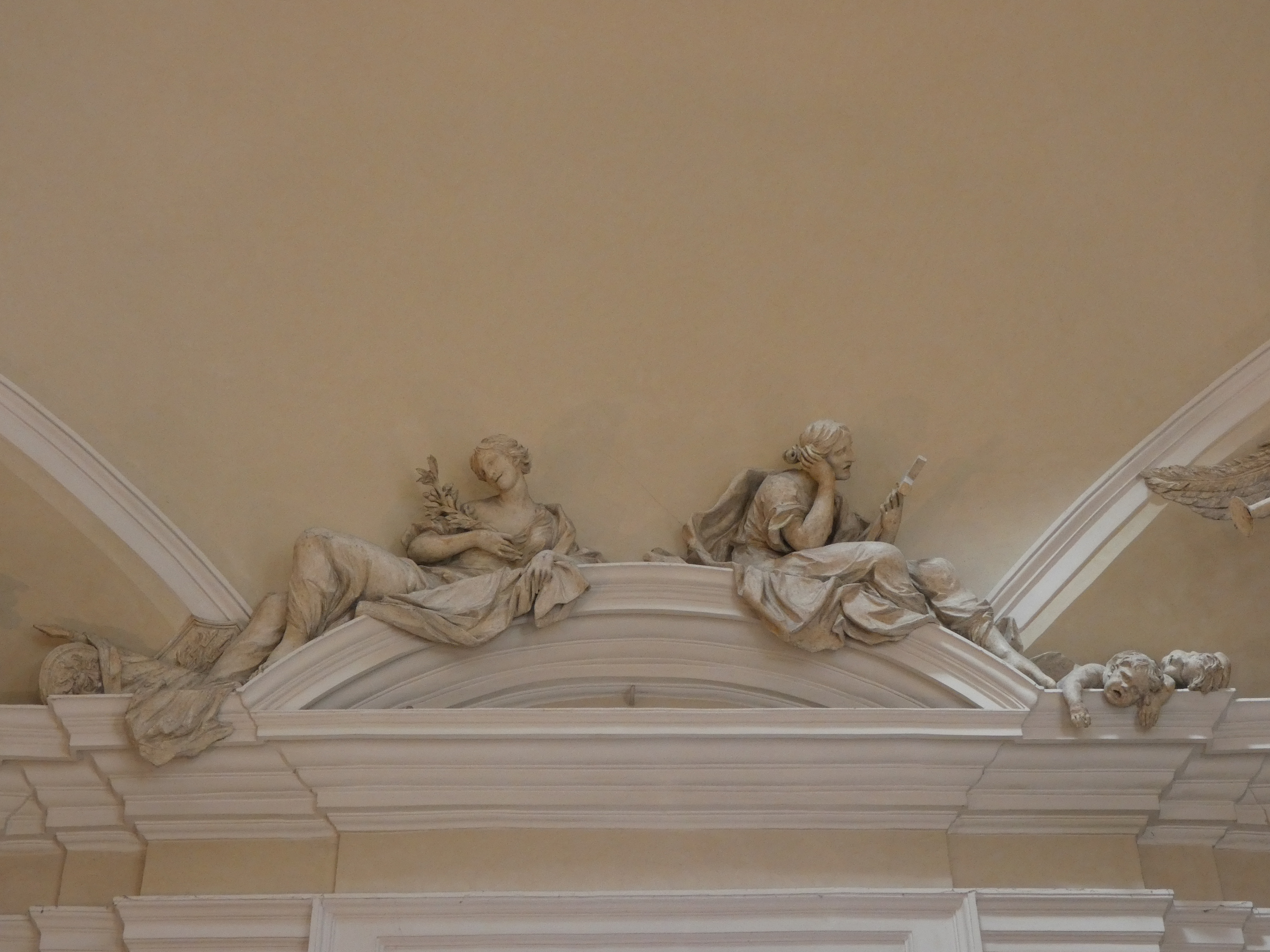
Esprit de paix et Patience dans les persécutions
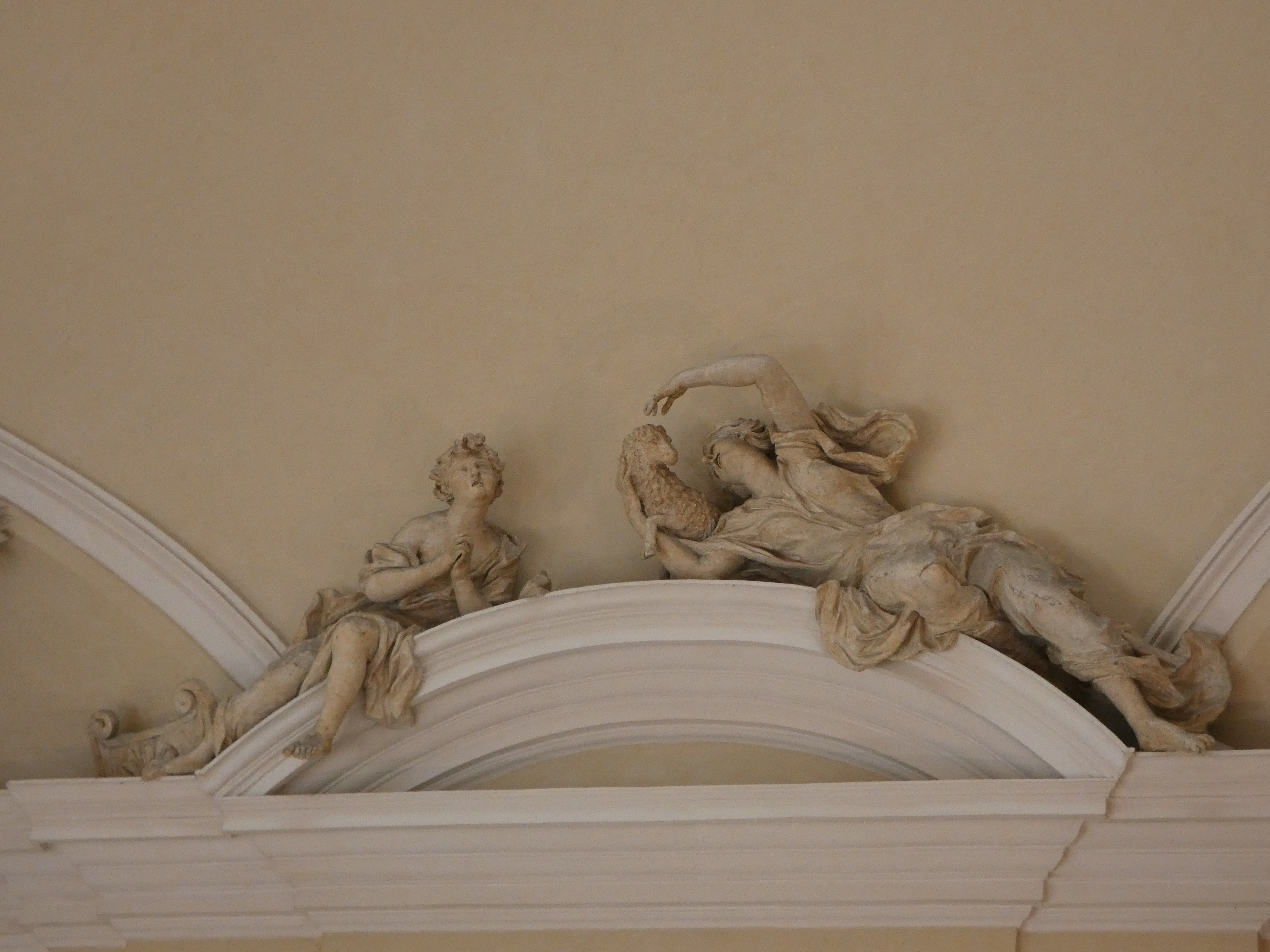
Pauvreté d'esprit et Douceur

### Renommées
Dans les pendentifs de la voûte, les Renommées ailées sonnent dans les trompettes et distribuent des couronnes de laurier, dans chacun des quatre angles. Elles proclament la magnificence de l’abbaye et de son abbesse.

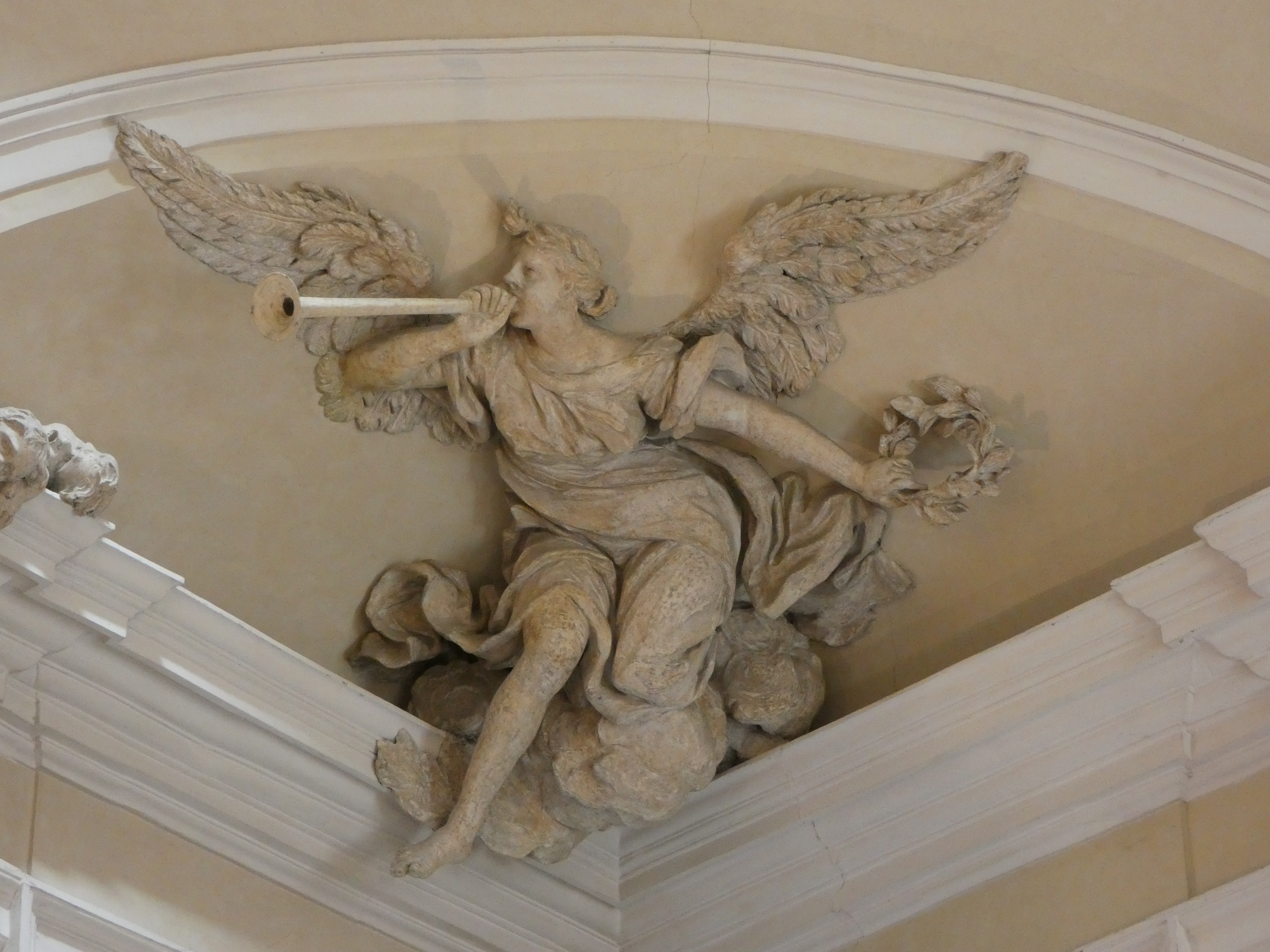
Nord-est
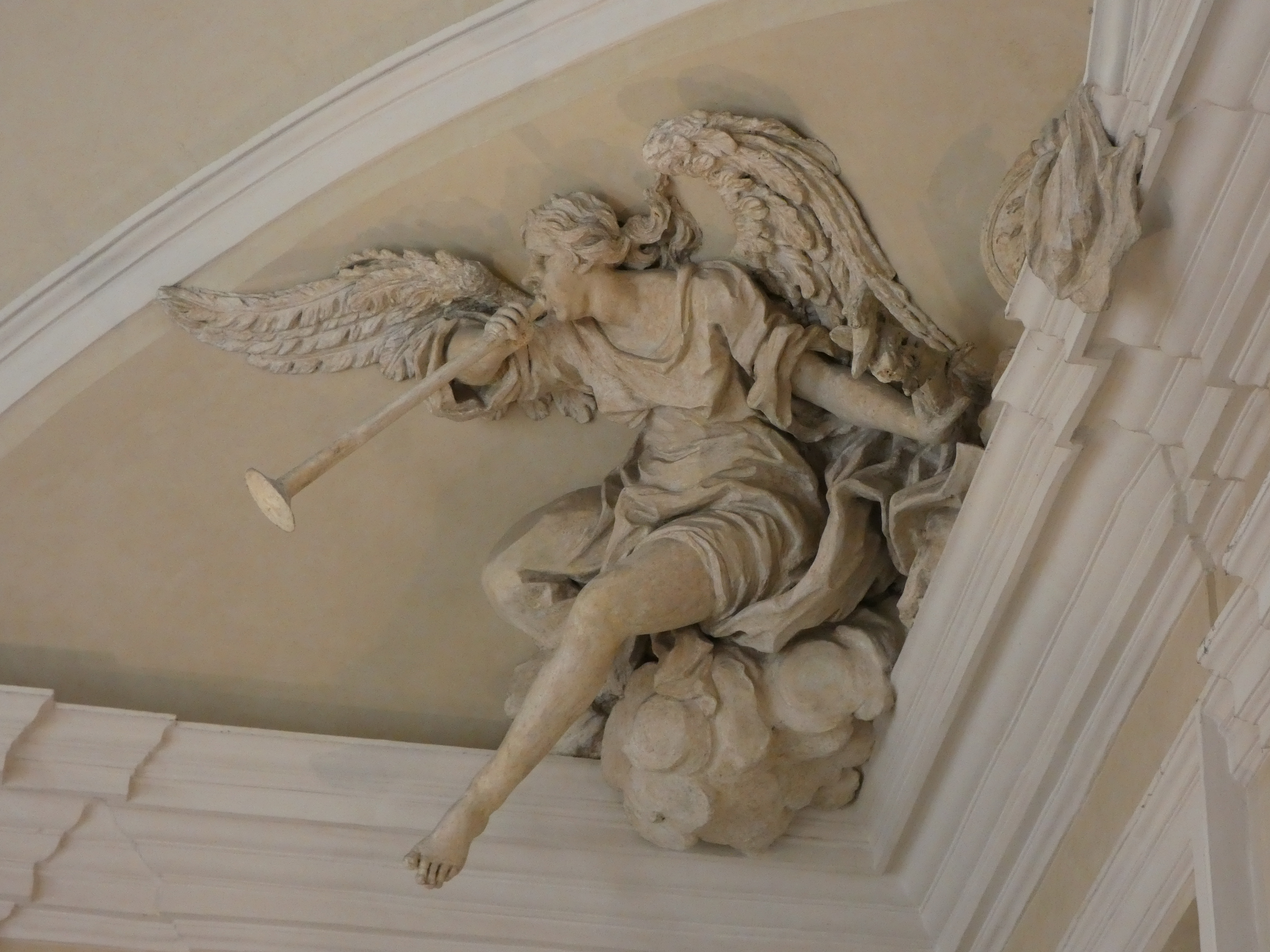
Nord-ouest
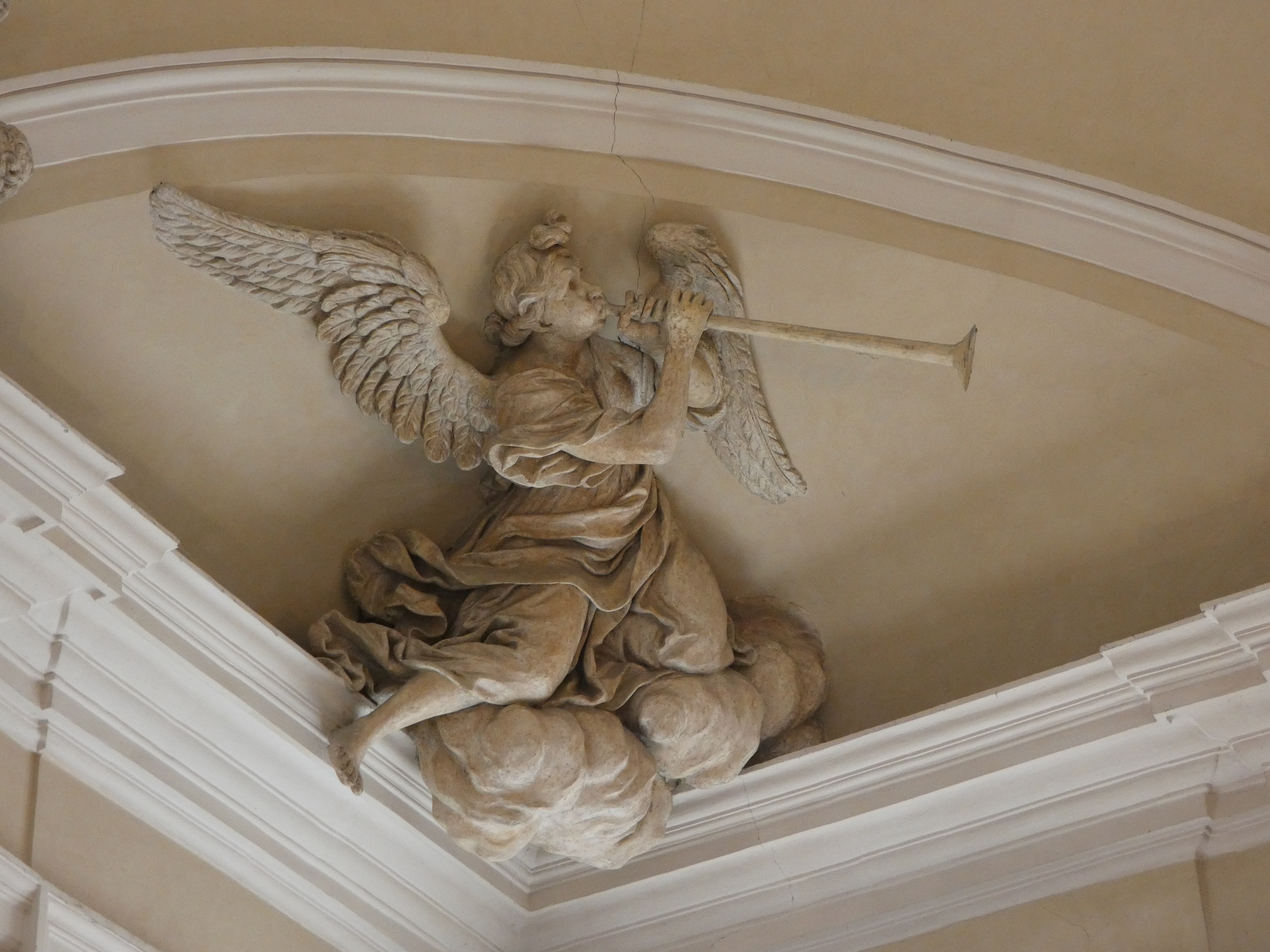
Sud-est
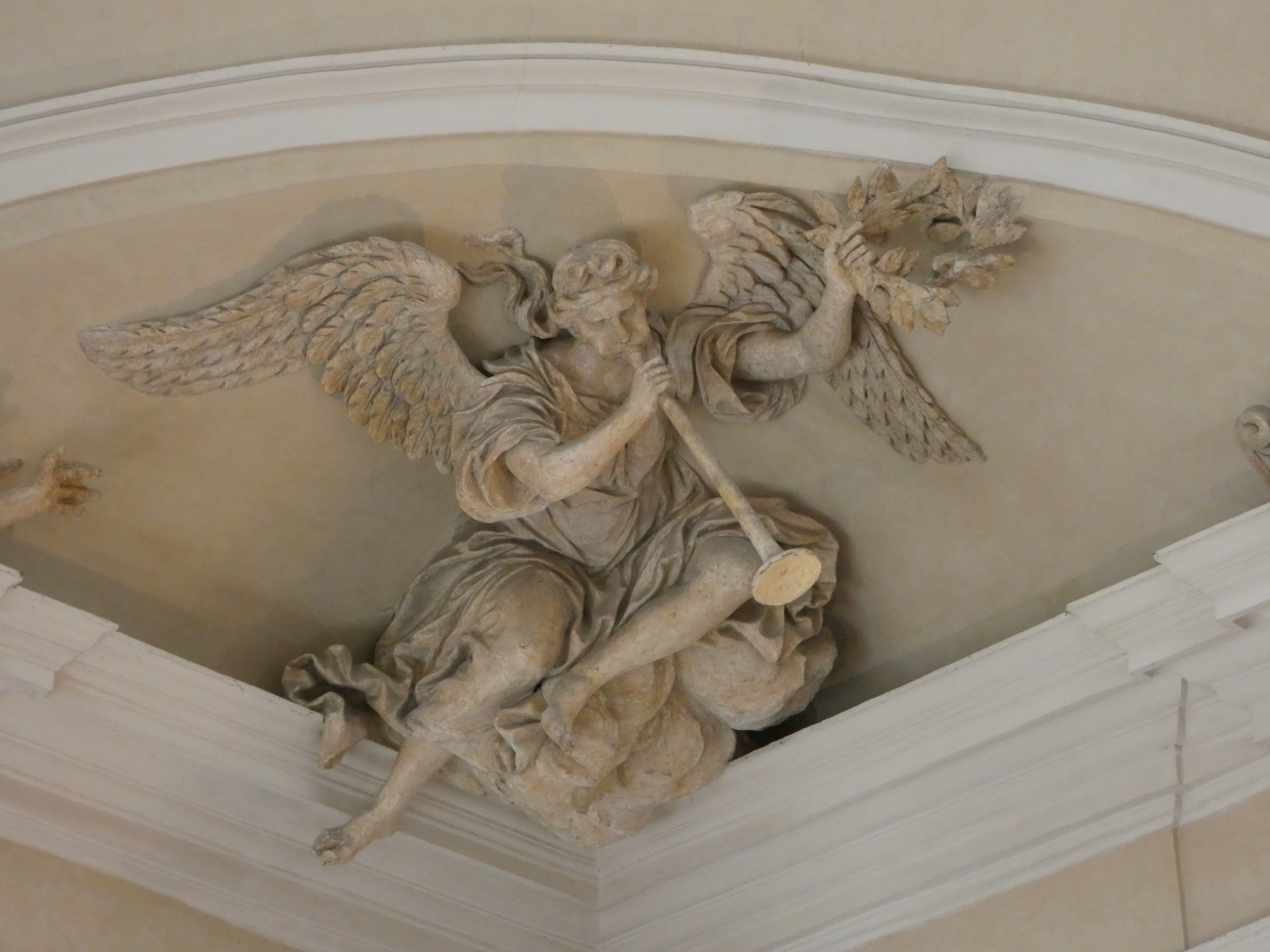
Sud-ouest

### Putti
Quatre couples de putti sont installés au-dessus des deux portes du palier supérieur, et symétriquement de l'autre côté des murs au-dessus de fausses ouvertures.

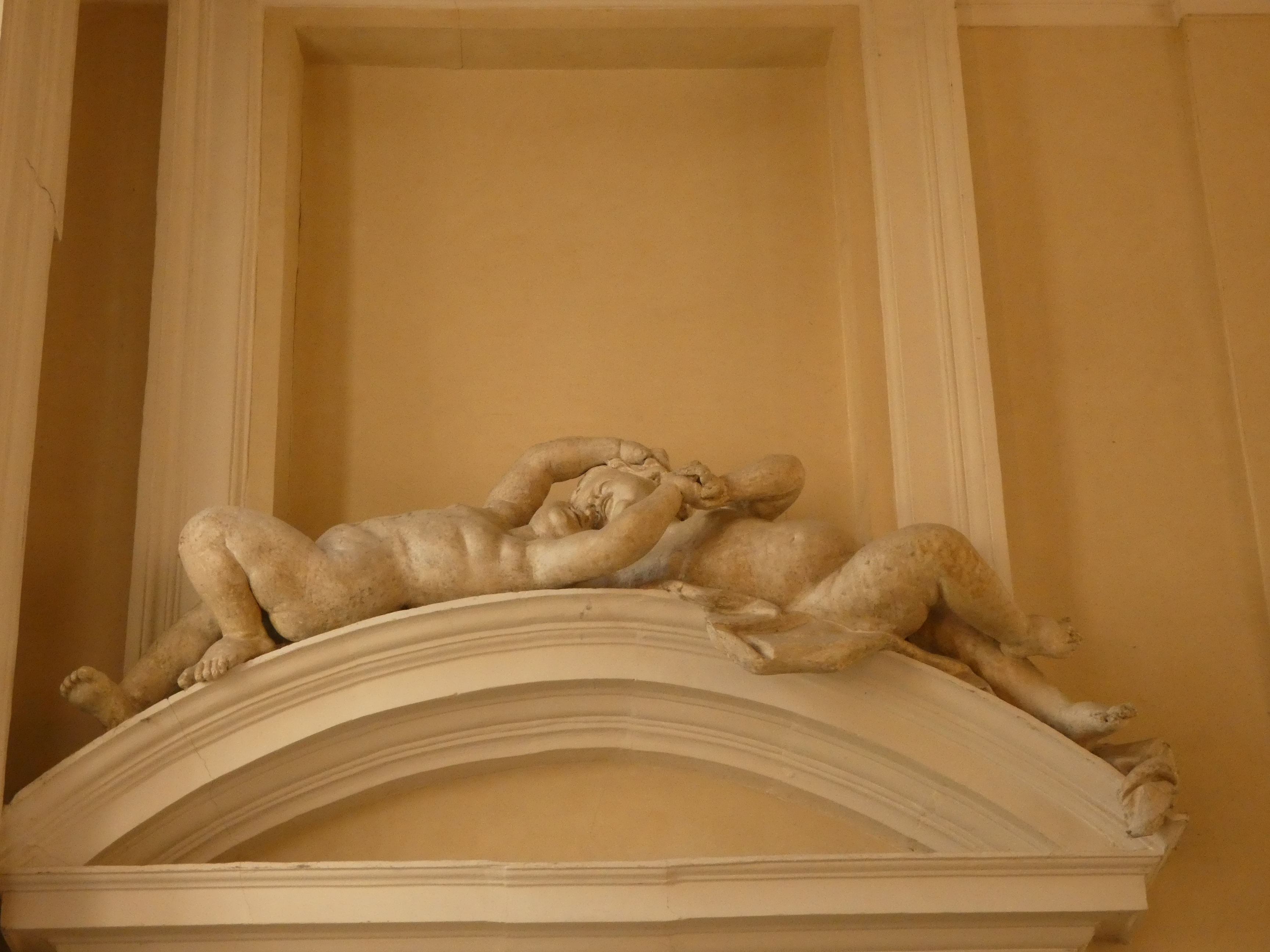
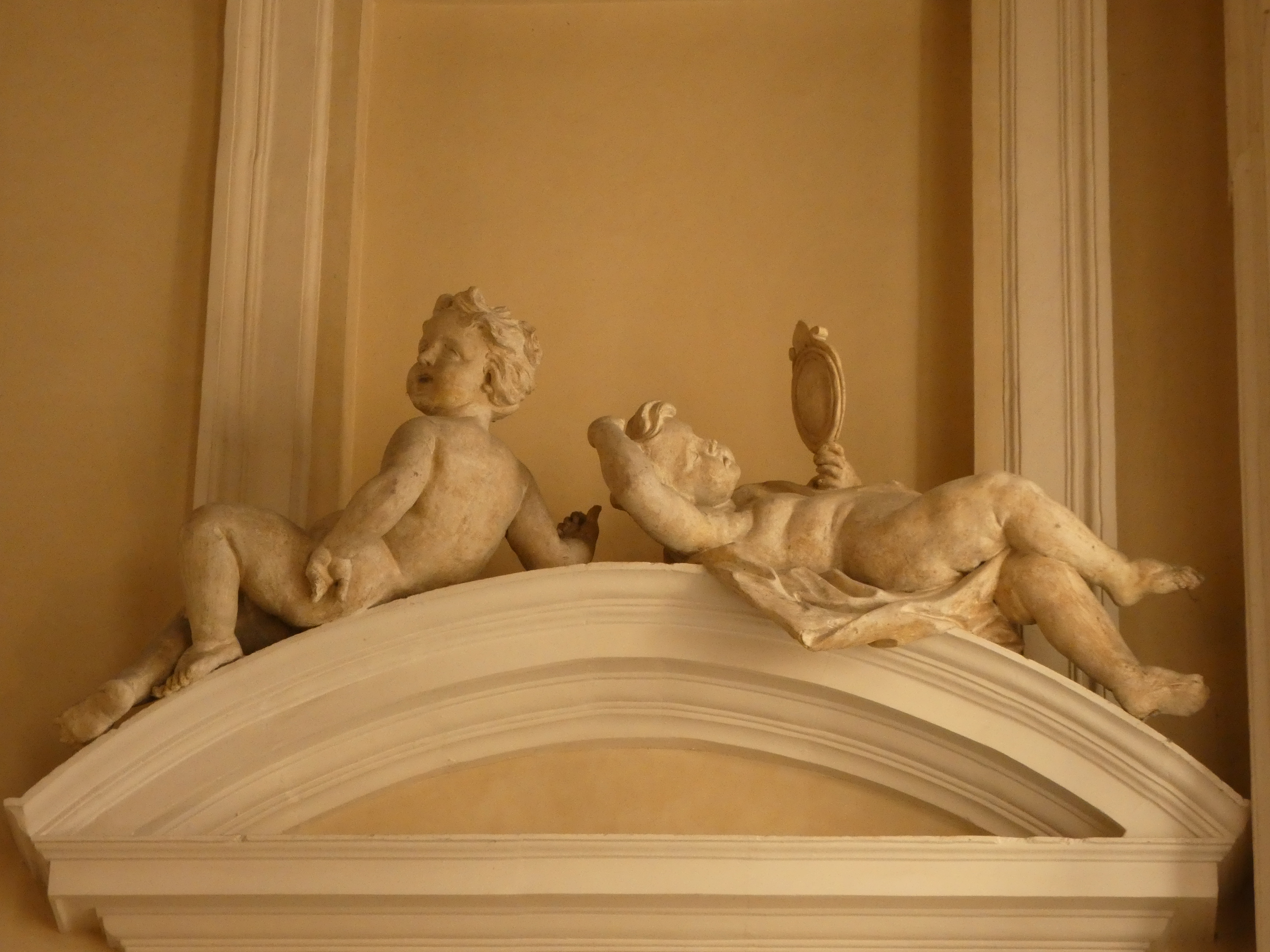
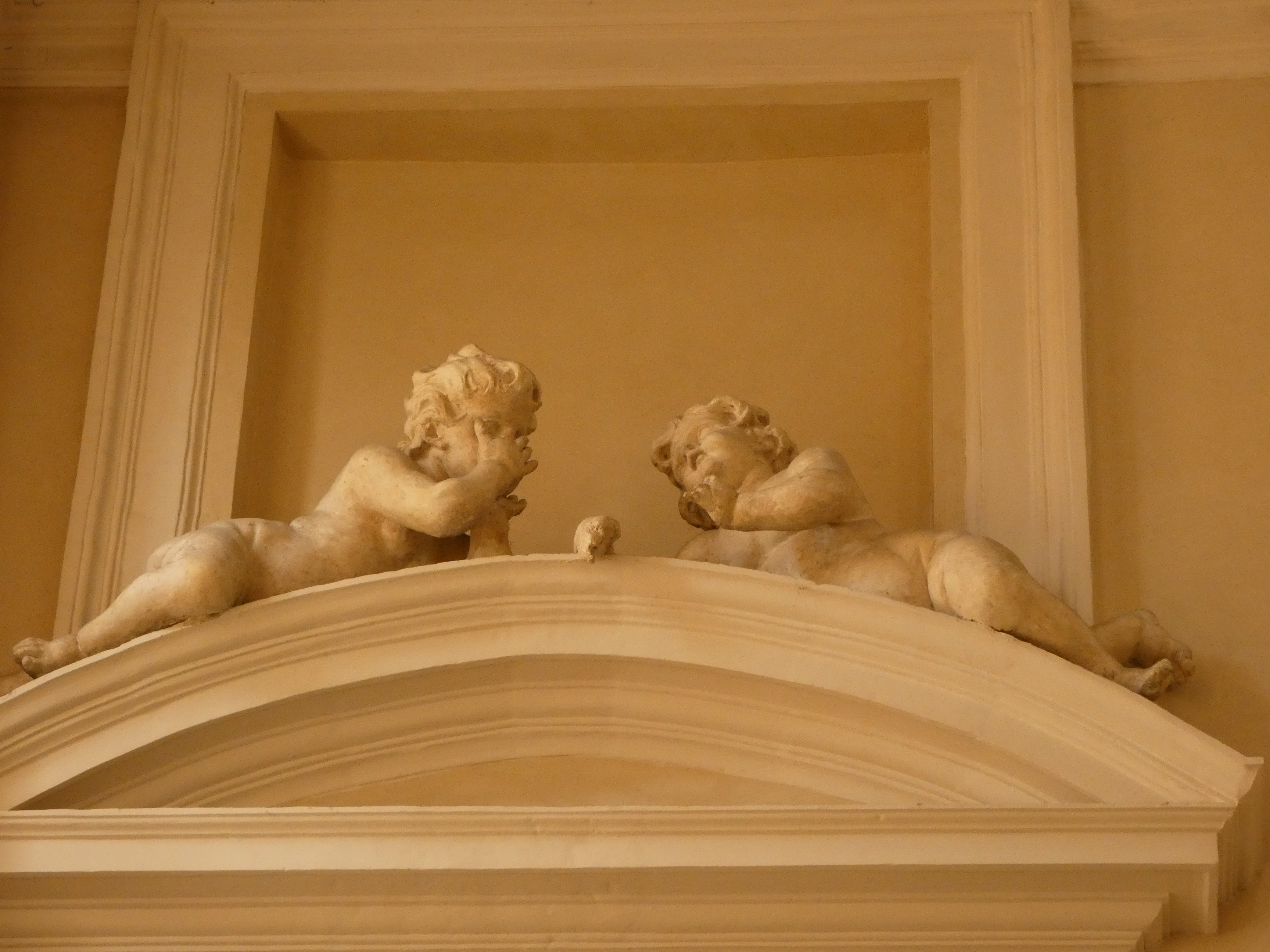
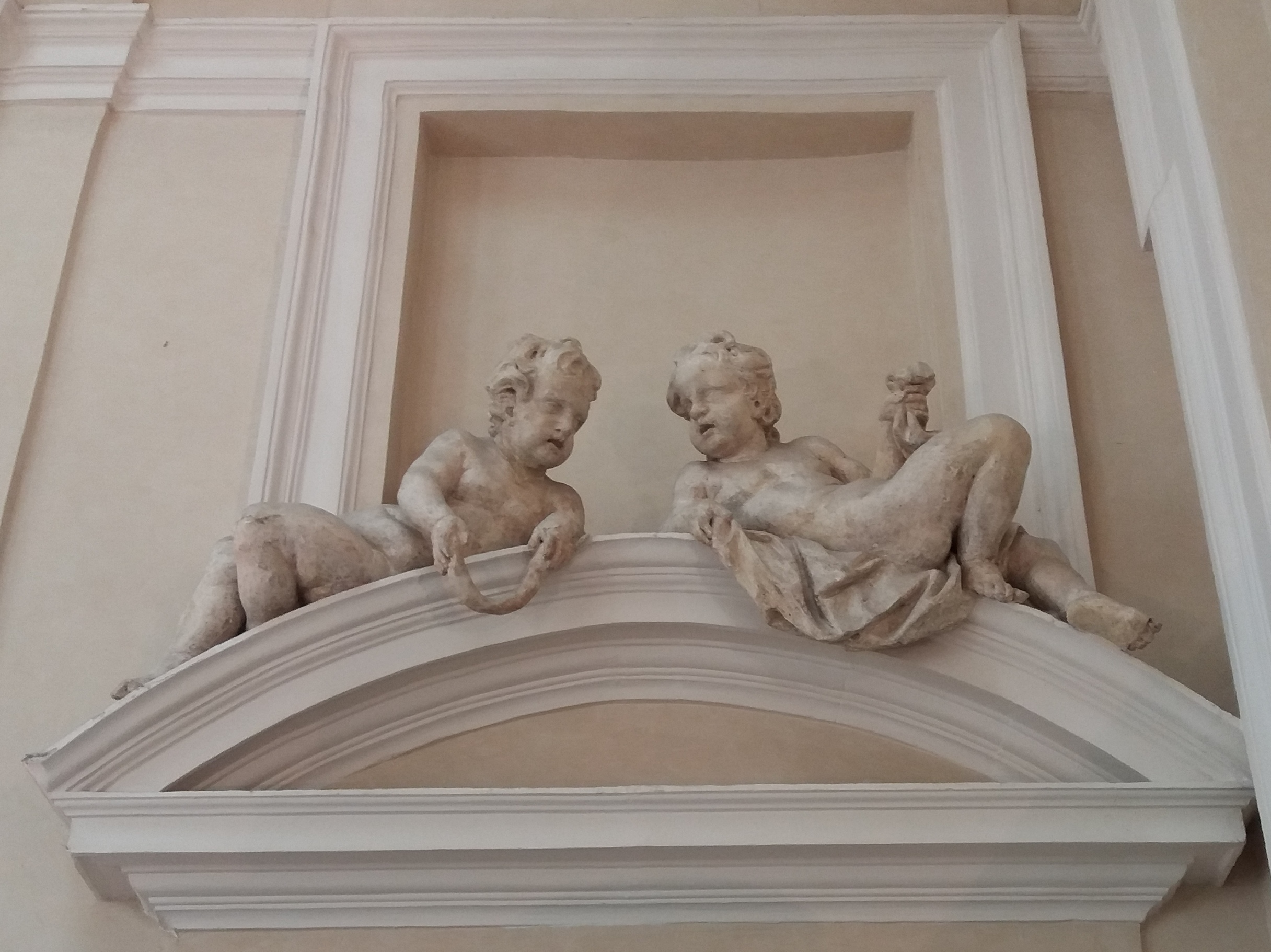

### Sculptures disparues
Sur la rampe, trois Vestales tenaient un flambeau destinés à éclairer l'escalier. Mises en valeur par la lumière des ouvertures originelles, elles étaient conçues pour être admirées. Deux dessins de ces vestales sont conservés au Nationalmuseum de Stockholm.
La Force au départ de la rampe portait les armes de l’abbesse.
La porte du premier palier qui donnait accès à la tribune des religieuses était surmontée du buste de l’abbesse en marbre de Carrare, entouré d’un médaillon de palmes. Plusieurs esquisses sont conservées au Nationalmuseum de Stockholm.

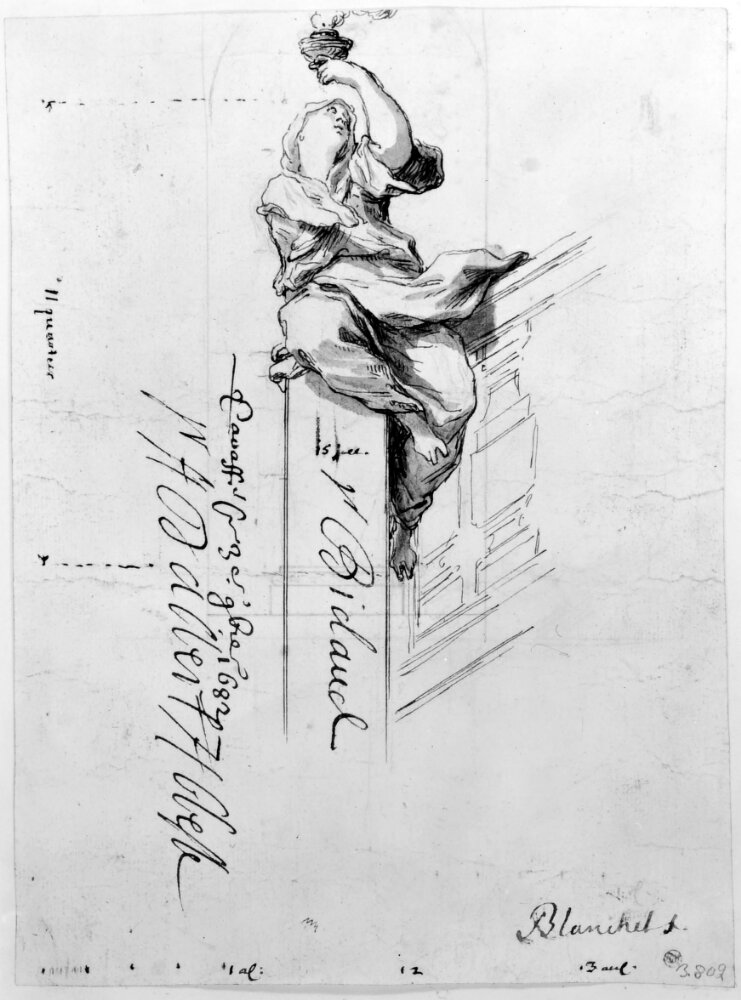
Vestale (1)
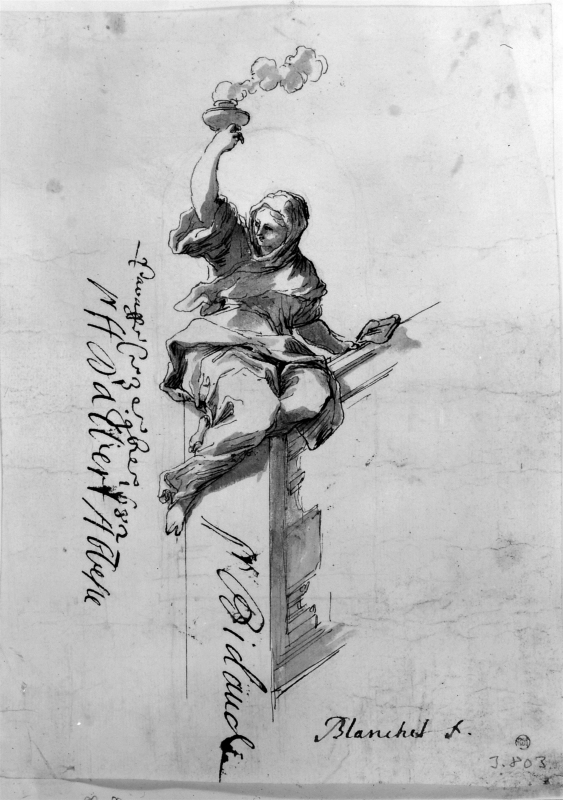
Vestale (2)
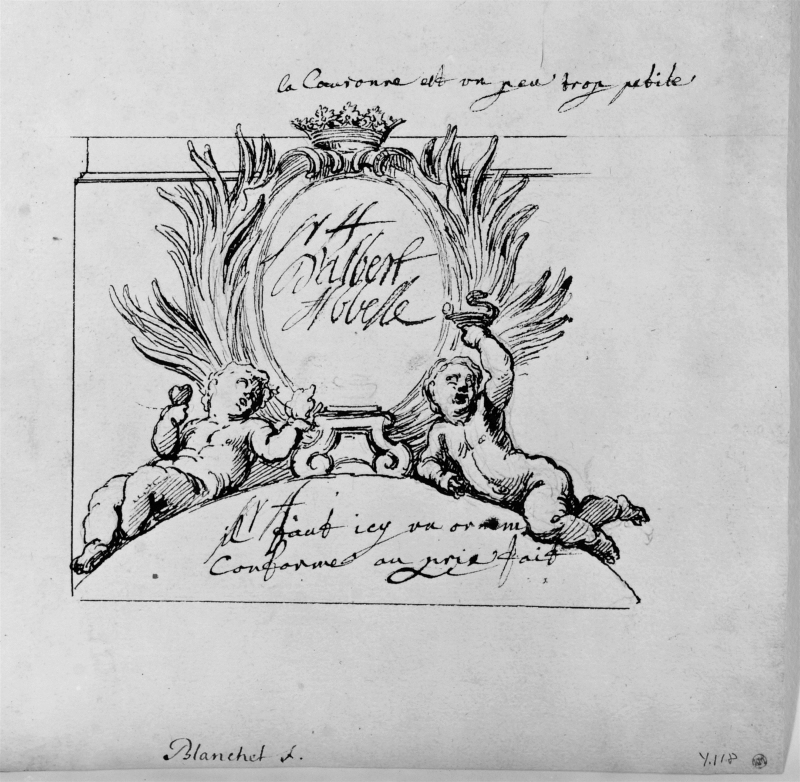
Décor sur la porte qui va à la chapelle

### Modèles non réalisés
Les Vertus monacales, sur les niches au-dessus des portes devaient figurer : chasteté, obéissance, docilité, pauvreté. Les dessins des deux premières, par Thomas Blanchet, sont conservés au Nationalmuseum de Stockholm.
Les niches restent vides, seuls les putti des frontons ont été réalisés.

## Sculpteurs

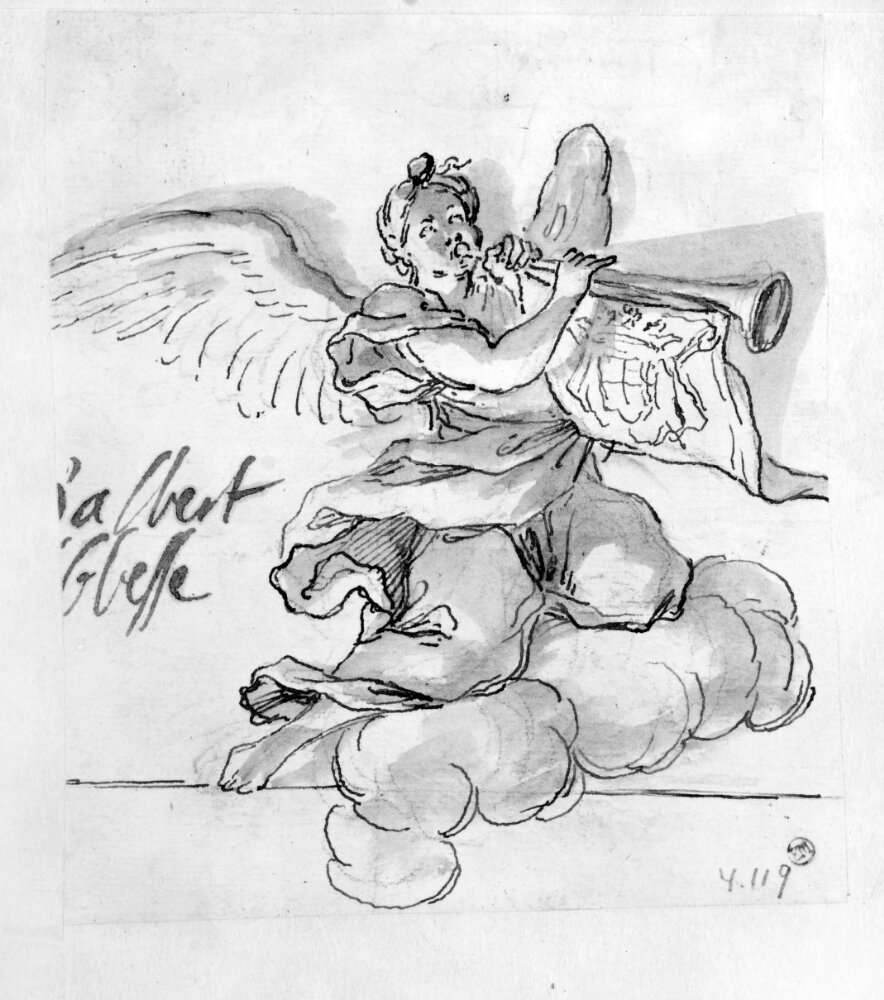
Esquisse de Thomas Blanchet (Nationalmuseum).

Nicolas Bidaut (1620-1692) et Simon Guillaume (actif entre 1680 et 1708) réalisent les reliefs en stuc.
Trois marchés ont été passés, entre 1681 et 1682, on peut les lire dans les registres du notaire Rougeault, conservés aux Archives du Rhône.
Simon Guillaume a réalisé le buste de l’abbesse en marbre de Carrare. Placé sur la porte de la chapelle, il a été détruit.
Des dessins de Blanchet que Bidaut possédait ont été vendus à Nicodème Tessin le Jeune, ils sont conservés au Nationalmuseum à Stockholm.